# Ngardmau
Ngardmau er en af Palaus seksten stater og ligger på vestsiden af Babeldaob mellem staterne Ngaraard og Ngeremlengui.

## Demografi
Befolkningstallet var 185 i 2015, og gennemsnitsalderen var 31,4 år. De officielle sprog er palauisk og engelsk.